# Lecteria triacanthos
Lecteria triacanthos är en tvåvingeart som beskrevs av Alexander 1920. Lecteria triacanthos ingår i släktet Lecteria och familjen småharkrankar. Inga underarter finns listade i Catalogue of Life.